# Barreirinhas (ort)
Barreirinhas är en ort i Brasilien.   Den ligger i kommunen Barreirinhas och delstaten Maranhão, i den nordöstra delen av landet, 1 600 kilometer norr om huvudstaden Brasília. Barreirinhas ligger 5 meter över havet och antalet invånare är 17 437.
Terrängen runt Barreirinhas är sandig och platt.
Barreirinhas ligger vid floden Rio Preguiças söder om nationalparken Lençóis Maranhenses.
Omgivningarna runt Barreirinhas är huvudsakligen savann. Runt Barreirinhas är det glesbefolkat, med 14 invånare per kvadratkilometer.